# West-Afrikaanse kanarie
De West-Afrikaanse kanarie (Crithagra canicapilla; synoniem: Serinus canicapilla) is een zangvogel uit de familie Fringillidae (vinkachtigen).

## Verspreiding en leefgebied
Deze soort komt voor van Guinee tot de Centraal-Afrikaanse Republiek.